# Yecid Sierra
Pour les articles homonymes, voir Sierra.
Sierra  Sánchez est un nom espagnol. Le premier nom de famille, en général paternel, est Sierra ; le second, en général maternel, souvent omis, est Sánchez.
Yecid Arturo Sierra Sánchez, né le 16 août 1994 à Facatativá (Cundinamarca), est un coureur cycliste colombien.

## Palmarès
- 2012
  - 2e du championnat de Colombie sur route juniors
- 2022
  - 3e étape du Tour du Panama

## Classements mondiaux
| Année                                 | 2017  | 2018  | 2019 | 2020  | 2021 | 2022  | 2023  | 2024  |
| ------------------------------------- | ----- | ----- | ---- | ----- | ---- | ----- | ----- | ----- |
| Classement mondial                    | 2315e | 826e  | 562e | 2118e | nc   | 2885e | 2608e | 3107e |
| UCI Europe Tour                       | nc    | 1640e |      |       |      |       |       |       |
| UCI Asia Tour                         | 436e  | 99e   |      |       |      |       |       |       |
| UCI America Tour                      | nc    | nc    | 61e  | 208e  | nc   | 504e  | nc    | nc    |
|                                       |       |       |      |       |      |       |       |       |
| Légende : nc = non classéSource : UCI |       |       |      |       |      |       |       |       |